# Liste des localités du kraï du Primorié
Le kraï du Primorié, comprend 655 localités, dont :
- 38 établissements urbains, dont :
  - 12 villes,
  - 26 communes urbaines,
- 617 établissements ruraux (selon le recensement de 2010).

Dans la liste ci-dessous, les localités sont réparties (en termes de structure administrative-territoriale ) dans 12 villes de subordination régionale (dont 1 ZATO ) et 22 raïons. Au sein de l'organisation de l'autonomie locale (unités municipales), elles sont réparties entre 12 okrougs urbains, 9 okrougs municipaux et 13 raïons municipaux.
Les établissements ruraux peuvent avoir le statut de village (selo), de hameau (derevnia), de possiolok, etc.
La population des établissements ruraux est donnée selon le recensement de 2010 de la Russie, les établissements urbains (villes et communes urbaines) selon le recensement de 2021. Certains établissements ruraux ont leur population en 2021 indiqués, seulement s'ils dépassent les 1000 habitants.

## Villes de subordination régionale (okrougs urbains)

### Okroug urbain de Vladivostok
| Liste des localités | Liste des localités | Liste des localités | Liste des localités | Liste des localités |
| N°                  | Localité            | Statut              | Population 2010     | Population 2021     |
| ------------------- | ------------------- | ------------------- | ------------------- | ------------------- |
| 1                   | Bérégovoïe          | village             | 453                 | 357                 |
| 2                   | Vladivostok         | ville               | 592 069             | 603 519             |
| 3                   | Popova              | possoliok           | 1073                | 948                 |
| 4                   | Reineke             | possoliok           | 22                  | 44                  |
| 5                   | Rousski             | possoliok           | 4703                | 10 424              |
| 6                   | Troudovoïe          | possoliok           | 18 522              | 19 543              |

### Okroug urbain d'Arseniev
| Liste des localités | Liste des localités | Liste des localités | Liste des localités | Liste des localités |
| N°                  | Localité            | Statut              | Population 2010     | Population 2021     |
| ------------------- | ------------------- | ------------------- | ------------------- | ------------------- |
| 1                   | Arseniev            | ville               | 56 750              | 51 723              |

### Okroug urbain d'Artiom
| Liste des localités | Liste des localités | Liste des localités | Liste des localités | Liste des localités |
| N°                  | Localité            | Statut              | Population 2010     | Population 2021     |
| ------------------- | ------------------- | ------------------- | ------------------- | ------------------- |
| 1                   | Artiom              | ville               | 102 603             | 109 556             |
| 2                   | Knevitch            | village             | 4845                | 4 776               |
| 3                   | Krolevtsy           | village             | 1008                | 1 047               |
| 4                   | Oléni               | village             | 1246                | 1 051               |
| 5                   | Sourajevka          | village             | 1944                | 1 926               |
| 6                   | Iasnoïé             | village             | 415                 | 486                 |

### Okroug urbain de Bolchoï Kamen
| Liste des localités | Liste des localités | Liste des localités | Liste des localités | Liste des localités |
| N°                  | Localité            | Statut              | Population 2010     | Population 2021     |
| ------------------- | ------------------- | ------------------- | ------------------- | ------------------- |
| 1                   | Bolchoï Kamen       | ville               | 39 257              | 41 825              |
| 2                   | Petrovka            | village             | 977                 | 1 329               |
| 3                   | Soukhodol           | village             | 301                 | 509                 |

### Okroug urbain de Dalnegorsk
| Liste des localités | Liste des localités | Liste des localités | Liste des localités | Liste des localités |
| N°                  | Localité            | Statut              | Population 2010     | Population 2021     |
| ------------------- | ------------------- | ------------------- | ------------------- | ------------------- |
| 1                   | Dalnegorsk          | ville               |                     | 33 655              |
| 2                   | Kamenka             | village             | 1404                | 986                 |
| 3                   | Krasnoretchenski    | village             | 3296                | 2 353               |
| 4                   | Lidovka             | hameau              | 76                  | 44                  |
| 5                   | Monomakhovo         | hameau              | 407                 | 285                 |
| 6                   | Roudnaïa Pristan    | village             | 2107                | 1 433               |
| 7                   | Serjantovo          | village             | 1454                | 990                 |
| 8                   | Tcheremchany        | hameau              | 73                  | 70                  |

### Okroug urbain de Dalneretchensk
| Liste des localités | Liste des localités | Liste des localités | Liste des localités | Liste des localités |
| N°                  | Localité            | Statut              | Population 2010     | Population 2021     |
| ------------------- | ------------------- | ------------------- | ------------------- | ------------------- |
| 1                   | Grouchevoïé         | village             | 410                 | 187                 |
| 2                   | Dalneretchensk      | ville               |                     | 23 613              |
| 3                   | Koltsévoïé          | possoliok           | 301                 | 12                  |
| 4                   | Krasnoïarovka       | hameau              | 0                   | 0                   |
| 5                   | Lazo                | village             | 2465                | 1 685               |

### Okroug urbain de Lessozavodsk
| Liste des localités | Liste des localités | Liste des localités | Liste des localités | Liste des localités |
| N°                  | Localité            | Statut              | Population 2010     | Population 2021     |
| ------------------- | ------------------- | ------------------- | ------------------- | ------------------- |
| 1                   | Boussé              | village             | 46                  | 20                  |
| 2                   | Glazovka            | village             | 373                 | 199                 |
| 3                   | Donskoïe            | village             | 195                 | 114                 |
| 4                   | Elizabetovka        | village             | 111                 | 52                  |
| 5                   | Ilmovka             | village             | 132                 | 61                  |
| 6                   | Innokentievka       | village             | 562                 | 350                 |
| 7                   | Kabarga             | gare ferroviaire    | 39                  | 21                  |
| 8                   | Koursk              | village             | 638                 | 481                 |
| 9                   | Lesnoïé             | village             | 292                 | 135                 |
| 10                  | Lessozavodsk        | ville               |                     | 35 433              |
| 11                  | Markovo             | village             | 465                 | 350                 |
| 12                  | Nevski              | village             | 388                 | 260                 |
| 13                  | Orlovka             | village             | 41                  | 15                  |
| 14                  | Panteleïmonovka     | village             | 1086                | 776                 |
| 15                  | Polévoïe            | village             | 794                 | 527                 |
| 16                  | Prokhasko           | gare ferroviaire    | 15                  | 6                   |
| 17                  | Roujino             | village             | 563                 | 448                 |
| 18                  | Tamga               | village             | 252                 | 111                 |
| 19                  | Tikhmenevo          | village             | 917                 | 687                 |
| 20                  | Tourguenievo        | village             | 110                 | 56                  |
| 21                  | Ourojnaïnoïe        | village             | 818                 | 544                 |
| 22                  | Filaretovka         | village             | 329                 | 217                 |

### Okroug urbain de Nakhodka
| Liste des localités | Liste des localités | Liste des localités | Liste des localités | Liste des localités |
| N°                  | Localité            | Statut              | Population 2010     | Population 2021     |
| ------------------- | ------------------- | ------------------- | ------------------- | ------------------- |
| 1                   | Anna                | village             | 392                 | 390                 |
| 2                   | Bérégovoïe          | possoliok           | 86                  | 119                 |
| 3                   | Douchkino           | village             | 563                 | 595                 |
| 4                   | Nakhodka            | ville               | 159 719             | 139 931             |

### Okroug urbain de Partizansk
| Liste des localités | Liste des localités | Liste des localités | Liste des localités | Liste des localités |
| N°                  | Localité            | Statut              | Population 2010     | Population 2021     |
| ------------------- | ------------------- | ------------------- | ------------------- | ------------------- |
| 1                   | Avanga              | village             | 2143                | 1 663               |
| 2                   | Brovnitchi          | village             | 267                 | 156                 |
| 3                   | Zalessié            | village             | 90                  | 115                 |
| 4                   | Kazanka             | village             | 999                 | 760                 |
| 5                   | Krasnoarmeïski      | razezd              | 17                  | 9                   |
| 6                   | Partizansk          | ville               | 38 659              | 33 832              |
| 7                   | Melniki             | village             | 248                 | 221                 |
| 8                   | Serebriannoïé       | village             | 30                  | 26                  |
| 9                   | Tougrovoï           | village             | 421                 | 311                 |
| 10                  | Ouglekamensk        | village             | 3647                | 3 017               |
| 11                  | Fridman             | gare ferroviaire    | 99                  | 85                  |
| 12                  | Khmelnitskoïé       | village             | 128                 | 123                 |

### Okroug urbain de Spassk-Dalni
| Liste des localités | Liste des localités | Liste des localités | Liste des localités | Liste des localités |
| N°                  | Localité            | Statut              | Population 2010     | Population 2021     |
| ------------------- | ------------------- | ------------------- | ------------------- | ------------------- |
| 1                   | Spassk-Dalni        | ville               | 44 173              | 35 732              |

### Okroug urbain d'Oussouriïsk
| Liste des localités | Liste des localités | Liste des localités | Liste des localités | Liste des localités |
| N°                  | Localité            | Statut              | Population 2010     | Population 2021     |
| ------------------- | ------------------- | ------------------- | ------------------- | ------------------- |
| 1                   | Alexeï-Nikolskoïe   | village             | 705                 | 671                 |
| 2                   | Banevourovo         | village             | 284                 | 320                 |
| 3                   | Bogatyrka           | village             | 235                 | 233                 |
| 4                   | Bogolioubovka       | village             | 142                 | 152                 |
| 5                   | Borissovka          | village             | 2396                | 2472                |
| 6                   | Borissovski Most    | village             | 14                  | 13                  |
| 7                   | Vozdvijenka         | village             | 6454                | 6352                |
| 8                   | Vozdvijenski        | gare ferroviaire    | 75                  | 86                  |
| 9                   | Gloukhovka          | village             | 262                 | 343                 |
| 10                  | Gorno-Taïojnoïe     | village             | 240                 | 211                 |
| 11                  | Dolini              | village             | 89                  | 251                 |
| 12                  | Doubovi Klioutchi   | village             | 187                 | 258                 |
| 13                  | DEOU-196            | village             | 52                  | 65                  |
| 14                  | Zaretchnoïé         | village             | 863                 | 871                 |
| 15                  | Kaïmanovka          | village             | 334                 | 313                 |
| 16                  | Kamenoutchka        | village             | 290                 | 327                 |
| 17                  | Kondratenovka       | village             | 228                 | 227                 |
| 18                  | Korsakovka          | village             | 1357                | 1323                |
| 19                  | Korfovka            | village             | 150                 | 141                 |
| 20                  | Krasni Iar          | village             | 467                 | 428                 |
| 21                  | Krounovka           | village             | 594                 | 607                 |
| 22                  | Kougouki            | village             | 69                  | 95                  |
| 23                  | Limitchiovka        | gare ferroviaire    | 66                  | 92                  |
| 24                  | Linevitchi          | village             | 152                 | 137                 |
| 25                  | Monakino            | village             | 170                 | 155                 |
| 26                  | Nikolo-Lvovskoïe    | village             | 148                 | 144                 |
| 27                  | Novonikolsk         | village             | 4449                | 4006                |
| 28                  | Partizan            | possiolok           | 500                 | 308                 |
| 29                  | Poutsilovka         | village             | 479                 | 525                 |
| 30                  | Pouchkino           | village             | 3                   | 1                   |
| 31                  | Rakovka             | village             | 1203                | 1246                |
| 32                  | Stepnoïé            | village             | 651                 | 427                 |
| 33                  | Timiriazevski       | possiolok           | 1671                | 1717                |
| 34                  | Oulitovka           | village             | 251                 | 261                 |
| 35                  | Oussouriïsk         | ville               | 158 004             | 180 393             |
| 36                  | Outesnoïe           | village             | 388                 | 288                 |
| 37                  | Élitnoïe            | village             | 133                 | 77                  |
| 38                  | Iakonovka           | village             | 291                 | 326                 |

### ZATO de Fokino
| Liste des localités | Liste des localités | Liste des localités | Liste des localités | Liste des localités |
| N°                  | Localité            | Statut              | Population 2010     | Population 2021     |
| ------------------- | ------------------- | ------------------- | ------------------- | ------------------- |
| 1                   | Douban              | commune urbaine     | 7 581               | 6 980               |
| 2                   | Poutiatine          | commune urbaine     | 887                 | 707                 |
| 3                   | Fokino              | ville               | 23 696              | 19 711              |

## Raïons

### Raïon d'Anoutchino
| Liste des localités | Liste des localités | Liste des localités | Liste des localités |                 |
| N°                  | Localité            | Statut              | Population 2010     | Population 2021 |
| ------------------- | ------------------- | ------------------- | ------------------- | --------------- |
| 1                   | Anoutchino          | village             | 4462                | 4 239           |
| 2                   | Aourovka            | village             | 62                  |                 |
| 3                   | Vessioli            | possiolok           | 40                  |                 |
| 4                   | Vinogradovka        | village             | 412                 |                 |
| 5                   | Grajdanka           | village             | 1023                |                 |
| 6                   | Grodekovo           | village             | 278                 |                 |
| 7                   | Elovka              | village             | 228                 |                 |
| 8                   | Ilmakovka           | village             | 131                 |                 |
| 9                   | Kornilovka          | village             | 256                 |                 |
| 10                  | LZP-3               | possiolok           | 25                  |                 |
| 11                  | Lougokhoutor        | village             | 64                  |                 |
| 12                  | Mouraïevka          | village             | 314                 |                 |
| 13                  | Novovarvarovka      | village             | 180                 |                 |
| 14                  | Novogordeïevka      | village             | 824                 |                 |
| 15                  | Novopokrovka        | village             | 95                  |                 |
| 16                  | Novotroitskoïe      | village             | 198                 |                 |
| 17                  | Orlovka             | possiolok           | 15                  |                 |
| 18                  | Poukhovo            | village             | 783                 |                 |
| 19                  | Pissovoïe           | village             | 466                 |                 |
| 20                  | Skvortsovo          | possiolok           | 19                  |                 |
| 21                  | Smolnoïe            | village             | 115                 |                 |
| 22                  | Starovarvarovka     | village             | 565                 |                 |
| 23                  | Starohordeïevka     | village             | 161                 |                 |
| 24                  | Tayozhka            | village             | 347                 |                 |
| 25                  | Tigrovi             | possiolok           | 32                  |                 |
| 26                  | Tikhoretchnoïe      | village             | 355                 |                 |
| 27                  | Tchernytchevka      | village             | 2869                | 2 221           |
| 28                  | Chekliaïevo         | village             | 258                 |                 |
| 29                  | Iasnaïa Poliana     | village             | 36                  |                 |

### Raïon de Dalneretchensk
| Liste des localités | Liste des localités | Liste des localités | Liste des localités |                 |
| N°                  | Localité            | Statut              | Population 2010     | Population 2021 |
| ------------------- | ------------------- | ------------------- | ------------------- | --------------- |
| 1                   | Ariadnoïe           | village             | 376                 | 258             |
| 2                   | Bogolioubovka       | village             | 295                 | 197             |
| 3                   | Védenka             | village             | 1696                | 1 553           |
| 4                   | Verbnoïe            | village             | 14                  | 3               |
| 5                   | Goloubovka          | village             | 78                  | 44              |
| 6                   | Zvenigorodka        | village             | 24                  |                 |
| 7                   | Zimniki             | village             | 305                 | 223             |
| 8                   | Lobanovka           | village             | 127                 | 66              |
| 9                   | Loubitovka          | village             | 328                 |                 |
| 10                  | Malinovo            | village             | 1104                | 874             |
| 11                  | Martynova Poliana   | possiolok           | 158                 | 102             |
| 12                  | Mejdourétchié       | village             | 240                 | 114             |
| 13                  | Novotroitskoïe      | village             | 148                 | 79              |
| 14                  | Orekhovo            | village             | 763                 | 565             |
| 15                  | Pojiga              | possiolok           | 366                 | 258             |
| 16                  | Poliani             | possiolok           | 284                 | 137             |
| 17                  | Rakitnoïe           | village             | 1232                | 913             |
| 18                  | Retchnoïe           | village             | 220                 |                 |
| 19                  | Rojdestvenka        | village             | 709                 | 575             |
| 20                  | Savinovka           | possiolok           | 19                  | 16              |
| 21                  | Salskoïé            | village             | 1145                | 1134            |
| 22                  | Solnetchnoïe        | village             | 52                  | 13              |
| 23                  | Solovievka          | village             | 568                 | 452             |
| 24                  | Stretenka           | village             | 343                 | 192             |
| 25                  | Soukhanovka         | village             | 28                  |                 |
| 26                  | Oudarnoïe           | village             | 14                  | 6               |
| 27                  | Filino              | possiolok           | 489                 | 136             |
| 28                  | Tchaldanka          | gare ferroviaire    | 1                   |                 |
| 29                  | Ebergard            | gare ferroviaire    | 27                  |                 |
| 30                  | Iasnaïa Poliana     | village             | 191                 | 150             |

### Raïon de Kavalerovo
| Liste des localités | Liste des localités | Liste des localités | Liste des localités |                 |
| N°                  | Localité            | Statut              | Population 2010     | Population 2021 |
| ------------------- | ------------------- | ------------------- | ------------------- | --------------- |
| 1                   | Bogopol             | village             | 227                 |                 |
| 2                   | Vyssokogorsk        | village             | 251                 |                 |
| 3                   | Gornoretchenski     | possiolok           | 2889                | 2 586           |
| 4                   | Zerkalnoïé          | village             | 487                 |                 |
| 5                   | Kavalerovo          | commune urbaine     |                     | 13 494          |
| 6                   | Roudni              | possiolok           | 2291                | 1 832           |
| 7                   | Sinégorié           | village             | 251                 |                 |
| 8                   | Souvorovo           | village             | 173                 |                 |
| 9                   | Oustinovka          | village             | 345                 |                 |
| 10                  | Khroustalny         | commune urbaine     |                     | 2596            |

### Raïon de Kirovski
| Liste des localités | Liste des localités | Liste des localités | Liste des localités |                 |
| N°                  | Localité            | Statut              | Population 2010     | Population 2021 |
| ------------------- | ------------------- | ------------------- | ------------------- | --------------- |
| 1                   | Avdeïevka           | village             | 555                 |                 |
| 2                   | Antonovka           | village             | 202                 |                 |
| 3                   | Arkhangelovka       | village             | 57                  |                 |
| 4                   | Afanassievka        | village             | 77                  |                 |
| 5                   | Bolchié Klioutchi   | village             | 116                 |                 |
| 6                   | Vladimirovka        | village             | 37                  |                 |
| 7                   | Gornié Klioutchi    | station thermale    |                     | 4302            |
| 8                   | Gorni               | possiolok           | 51                  |                 |
| 9                   | Ielenovka           | village             | 5                   |                 |
| 10                  | Kirovski            | ville               | 9057                | 8033            |
| 11                  | Komarovka           | commune urbaine     | 413                 |                 |
| 12                  | Kraïevski           | pazezd              | 0                   |                 |
| 13                  | Krylovka            | village             | 343                 |                 |
| 14                  | Lougovoïe           | village             | 187                 |                 |
| 15                  | Marianovka          | village             | 317                 |                 |
| 16                  | Mejgorié            | village             | 100                 |                 |
| 17                  | Olkhovka            | village             | 229                 |                 |
| 18                  | Pavlo-Fiodorovka    | village             | 1205                |                 |
| 19                  | Podgornoïé          | village             | 44                  |                 |
| 20                  | Préobrajenka        | village             | 418                 |                 |
| 21                  | Rodnikovi           | village             | 353                 |                 |
| 22                  | Rounovka            | village             | 380                 |                 |
| 23                  | Stepanovka          | village             | 130                 |                 |
| 24                  | Ouvalnoïe           | village             | 850                 |                 |
| 25                  | Oussourka           | village             | 681                 |                 |
| 26                  | Khvichtchanka       | village             | 213                 |                 |
| 27                  | Tchmakovka          | village             | 594                 |                 |

### Raïon de Krasnoarmeïsk
| Liste des localités | Liste des localités | Liste des localités | Liste des localités |                 |
| N°                  | Localité            | Statut              | Population 2010     | Population 2021 |
| ------------------- | ------------------- | ------------------- | ------------------- | --------------- |
| 1                   | Bogouslavets        | village             | 874                 |                 |
| 2                   | Verbovka            | village             | 61                  |                 |
| 3                   | Vostok              | commune urbaine     |                     | 3313            |
| 4                   | Vostretsovo         | village             | 1347                | 1 142           |
| 5                   | Gloubinoïe          | village             | 649                 |                 |
| 6                   | Gogolevka           | village             | 237                 |                 |
| 7                   | Gontcharovka        | village             | 262                 |                 |
| 8                   | Dalni Kout          | village             | 192                 |                 |
| 9                   | Dersou              | village             | 19                  |                 |
| 10                  | Izmailikha          | village             | 287                 |                 |
| 11                  | Kroutoï Iar         | village             | 547                 |                 |
| 12                  | Limonniki           | village             | 176                 |                 |
| 13                  | Loukianovka         | village             | 355                 |                 |
| 14                  | Melitchnoïe         | village             | 793                 |                 |
| 15                  | Météoritni          | village             | 146                 |                 |
| 16                  | Molodiojnoïe        | village             | 218                 |                 |
| 17                  | Nezamnetnoïe        | village             | 39                  |                 |
| 18                  | Novokhrechtchnaïa   | village             | 304                 |                 |
| 19                  | Novopokrovka        | village             | 3646                | 3 095           |
| 20                  | Ostrovnoï           | village             | 3                   |                 |
| 21                  | Pokrovka            | village             | 20                  |                 |
| 22                  | Romny               | village             | 145                 |                 |
| 23                  | Rochtchino          | village             | 3919                | 3 211           |
| 24                  | Sarovka             | village             | 50                  |                 |
| 25                  | Taborovo            | village             | 77                  |                 |
| 26                  | Taïojnoïe           | village             | 67                  |                 |
| 27                  | Timokhov Klioutchi  | village             | 1                   |                 |

### Raïon de Lazo
| Liste des localités | Liste des localités | Liste des localités | Liste des localités |                 |
| N°                  | Localité            | Statut              | Population 2010     | Population 2021 |
| ------------------- | ------------------- | ------------------- | ------------------- | --------------- |
| 1                   | Benevskoïe          | village             | 646                 |                 |
| 2                   | Valentine           | village             | 942                 |                 |
| 3                   | Glazkovka           | village             | 166                 |                 |
| 4                   | Daniltchenkovo      | possiolok           | 176                 |                 |
| 5                   | Zapovedni           | village             | 4                   |                 |
| 6                   | Zelioni             | village             | 0                   |                 |
| 7                   | Kievka              | village             | 518                 |                 |
| 8                   | Kichiniovka         | village             | 160                 |                 |
| 9                   | Lazo                | village             | 3434                | 2 964           |
| 10                  | Maïak-Ostrovnoï     | phare               | 11                  |                 |
| 11                  | Préobrajénié        | commune urbaine     |                     | 6 529           |
| 12                  | Svobodnoïe          | village             | 26                  |                 |
| 13                  | Skalistoïe          | village             | 0                   |                 |
| 14                  | Sokoltchi           | village             | 335                 |                 |
| 15                  | Staraïa Kamenka     | village             | 154                 |                 |
| 16                  | Tchernoroutchié     | village             | 373                 |                 |
| 17                  | Tchistovodnoïé      | village             | 106                 |                 |

### Raïon de Mikhaïlovka
| Liste des localités | Liste des localités | Liste des localités | Liste des localités |                 |
| N°                  | Localité            | Statut              | Population 2010     | Population 2021 |
| ------------------- | ------------------- | ------------------- | ------------------- | --------------- |
| 1                   | Abramovka           | village             | 818                 |                 |
| 2                   | Vassilievka         | village             | 644                 |                 |
| 3                   | Gorbatka            | village             | 318                 |                 |
| 4                   | Gornoïe             | possoliok           | 1860                | 1 005           |
| 5                   | Grigorievka         | village             | 729                 |                 |
| 6                   | Dalnéïé             | village             | 142                 |                 |
| 7                   | Danilovka           | village             | 523                 |                 |
| 8                   | Doubki              | village             | 132                 |                 |
| 9                   | Zelioni Iar         | village             | 40                  |                 |
| 10                  | Ivanovka            | village             | 2533                | 2 152           |
| 11                  | Kirpitchnoïe        | hameau              | 90                  |                 |
| 12                  | Krémovo             | village             | 1503                | 1 092           |
| 13                  | Léninskoïe          | village             | 195                 |                 |
| 14                  | Loubianka           | village             | 187                 |                 |
| 15                  | Lialitchi           | village             | 1033                |                 |
| 16                  | Mikhaïlovka         | village             | 9153                | 8 618           |
| 17                  | Novotchakhtinski    | commune urbaine     |                     | 7119            |
| 18                  | Nerkouglovo         | village             | 419                 |                 |
| 19                  | Nikolaïevka         | village             | 638                 |                 |
| 20                  | Novoïé              | village             | 129                 |                 |
| 21                  | Novozhatkovo        | village             | 214                 |                 |
| 22                  | Osinovka            | village             | 1491                | 1 377           |
| 23                  | Otradnoïe           | village             | 132                 |                 |
| 24                  | Pavlovka            | village             | 456                 |                 |
| 25                  | Pervomaiskoïe       | village             | 1640                | 1 397           |
| 26                  | Pereliotni          | gare ferroviaire    | 103                 |                 |
| 27                  | Sablonneux          | village             | 280                 |                 |
| 28                  | Rodnikovoïe         | village             | 184                 |                 |
| 29                  | Stepnoïé            | village             | 196                 |                 |
| 30                  | Tarassovka          | village             | 198                 |                 |
| 31                  | Tchiriaïevka        | village             | 616                 |                 |

### Raïon de Nadejda
| Liste des localités | Liste des localités | Liste des localités | Liste des localités |                 |
| N°                  | Localité            | Statut              | Population 2010     | Population 2021 |
| ------------------- | ------------------- | ------------------- | ------------------- | --------------- |
| 1                   | 25e km              | caserne ferroviaire | 36                  |                 |
| 2                   | 9208e km            | pazezd              | 48                  |                 |
| 3                   | Alekseïevka         | possoliok           | 365                 |                 |
| 4                   | Baranovski          | gare ferroviaire    | 439                 |                 |
| 5                   | Vinevitino          | gare ferroviaire    | 75                  |                 |
| 6                   | Volno-Nadejdinskoïe | village             | 6694                | 8 403           |
| 7                   | Gornoïe             | possoliok           | 1                   |                 |
| 8                   | Gorodetchnoïé       | possoliok           | 292                 |                 |
| 9                   | Davydovka           | possoliok           | 81                  |                 |
| 10                  | Deviati Val         | possoliok           | 658                 |                 |
| 11                  | De-Vries            | possoliok           | 48                  |                 |
| 12                  | Zapadny             | possoliok           | 524                 |                 |
| 13                  | Zima Ioujnaïa       | possoliok           | 470                 |                 |
| 14                  | Kiparissovo         | village             | 875                 |                 |
| 15                  | Kiparissovo-2       | possoliok           | 541                 |                 |
| 16                  | Klioutchevoï        | possoliok           | 251                 |                 |
| 17                  | Mirni               | possoliok           | 103                 |                 |
| 18                  | Mirni               | possoliok           | 101                 |                 |
| 19                  | Morskoï             | village             | 435                 |                 |
| 20                  | Novi                | possoliok           | 5932                | 5 763           |
| 21                  | Olenevod            | possoliok           | 823                 |                 |
| 22                  | Prokhladnoïe        | village             | 1704                | 2 171           |
| 23                  | Razdolnoïe          | possoliok           | 8194                | 5 705           |
| 24                  | Rybatchi            | possoliok           | 178                 |                 |
| 25                  | Sirenevka           | possoliok           | 100                 |                 |
| 26                  | Soloveï Klioutch    | possoliok           | 375                 | 1 131           |
| 27                  | Steklozavodski      | possoliok           | 151                 |                 |
| 28                  | Tavritchanka        | possoliok           | 7926                | 8 108           |
| 29                  | Taïojnoïe           | possoliok           | 395                 |                 |
| 30                  | Terekhovka          | village             | 566                 |                 |
| 31                  | Timofeïevka         | possoliok           | 260                 |                 |
| 32                  | Tikhoïe             | possoliok           | 376                 |                 |
| 33                  | Tonnel              | possoliok           | 32                  |                 |
| 34                  | Tchmidtovka         | possoliok           | 112                 |                 |

### Raïon d'Octobre
| Liste des localités | Liste des localités  | Liste des localités | Liste des localités |                 |
| N°                  | Localité             | Statut              | Population 2010     | Population 2021 |
| ------------------- | -------------------- | ------------------- | ------------------- | --------------- |
| 1                   | Vladimirovka         | village             | 789                 |                 |
| 2                   | Galionki             | village             | 4279                | 3 091           |
| 3                   | Granatovka           | village             | 82                  |                 |
| 4                   | Dalnevostochnaïa MIS | possoliok           | 330                 |                 |
| 5                   | Dzerjinskoïe         | village             | 564                 |                 |
| 6                   | Zaprotochni          | village             | 198                 |                 |
| 7                   | Zaretchnoïé          | village             | 777                 |                 |
| 8                   | Ilitchevka           | village             | 108                 |                 |
| 9                   | Ilitchevka           | possoliok           | 41                  |                 |
| 10                  | Konstantinovka       | village             | 217                 |                 |
| 11                  | Lipovtsy             | commune urbaine     |                     | 5275            |
| 12                  | Lipovtsy             | village             | 177                 |                 |
| 13                  | Novogeorgievka       | village             | 922                 |                 |
| 14                  | Pokrovka             | village             | 10 360              | 8 687           |
| 15                  | Poltavka             | village             | 514                 |                 |
| 16                  | Poretchié            | village             | 442                 |                 |
| 17                  | Sinelnikovo-1        | village             | 377                 |                 |
| 18                  | Sinelnikovo-2        | village             | 666                 |                 |
| 19                  | Staroretchenskoïe    | village             | 247                 |                 |
| 20                  | Strougovka           | village             | 998                 |                 |
| 21                  | Fadeïevka            | village             | 609                 |                 |
| 22                  | Tcherniatino         | village             | 961                 |                 |

### Raïon d'Olga
| Liste des localités | Liste des localités | Liste des localités | Liste des localités |                 |
| N°                  | Localité            | Statut              | Population 2010     | Population 2021 |
| ------------------- | ------------------- | ------------------- | ------------------- | --------------- |
| 1                   | Brovki              | hameau              | 30                  |                 |
| 2                   | Vessioli Iar        | village             | 613                 |                 |
| 3                   | Vetka               | village             | 184                 |                 |
| 4                   | Gornovodnoïe        | possoliok           | 43                  |                 |
| 5                   | Listvennaïa         | village             | 117                 |                 |
| 6                   | Margaritovo         | village             | 319                 |                 |
| 7                   | Milogradovo         | village             | 949                 |                 |
| 8                   | Mikhaïlovka         | village             | 158                 |                 |
| 9                   | Moldavanovka        | hameau              | 14                  |                 |
| 10                  | Moriak-Rybolov      | possoliok           | 1066                |                 |
| 11                  | Novonikolaïevka     | village             | 149                 |                 |
| 12                  | Nordost             | possoliok           | 2                   |                 |
| 13                  | Olga                | commune urbaine     |                     | 3167            |
| 14                  | Permskoïe           | village             | 683                 |                 |
| 15                  | Rakouchka           | possoliok           | 589                 |                 |
| 16                  | Serafimovka         | village             | 440                 |                 |
| 17                  | Timofeïevka         | possoliok           | 1157                |                 |
| 18                  | Fourmanovo          | village             | 97                  |                 |
| 19                  | Chtcherbakovka      | village             | 65                  |                 |

### Raïon de Partizansk
| Liste des localités | Liste des localités        | Liste des localités | Liste des localités |                 |
| N°                  | Localité                   | Statut              | Population 2010     | Population 2021 |
| ------------------- | -------------------------- | ------------------- | ------------------- | --------------- |
| 1                   | 151e km                    | pazezd              | 17                  |                 |
| 2                   | Boïets Kouznetsov          | possoliok           | 730                 |                 |
| 3                   | Vassilievka                | hameau              | 119                 |                 |
| 4                   | Vladimiro-Aleksandrovskoïe | village             | 5708                | 6 409           |
| 5                   | Vodopadnoïe                | pazezd              | 15                  |                 |
| 6                   | Voltchanets                | possoliok           | 4457                | 2 526           |
| 7                   | Goloubovka                 | village             | 526                 |                 |
| 8                   | Iekaterinovka              | village             | 3582                | 3 467           |
| 9                   | Zolotaïa Dolino            | village             | 2705                | 2 425           |
| 10                  | Kirillovka                 | hameau              | 73                  |                 |
| 11                  | Moltchanovka               | village             | 330                 |                 |
| 12                  | Monakino                   | hameau              | 33                  |                 |
| 13                  | Nikolaïevka                | possoliok           | 3417                | 3 041           |
| 14                  | Novaïa Sila                | village             | 515                 |                 |
| 15                  | Novitskoïe                 | village             | 1485                | 1 534           |
| 16                  | Novolitovsk                | village             | 695                 |                 |
| 17                  | Oriol                      | khoutor             | dix                 |                 |
| 18                  | Partizan                   | possoliok           | 38                  |                 |
| 19                  | Peretino                   | village             | 574                 |                 |
| 20                  | Ratnoïe                    | cultiver            | 13                  |                 |
| 21                  | Romanovski Klioutch        | possoliok           | 54                  |                 |
| 22                  | Sergueïevka                | village             | 3323                | 4 010           |
| 23                  | Slinkino                   | possoliok           | 143                 |                 |
| 24                  | Frolovka                   | village             | 901                 |                 |
| 25                  | Khmylivka                  | village             | 544                 |                 |
| 26                  | Ioujnaïa Sergueïevka       | village             | 158                 |                 |
| 27                  | Iastrebovka                | hameau              | 73                  |                 |

### Raïon de Pogranitchni
| Liste des localités | Liste des localités  | Liste des localités | Liste des localités |                 |
| N°                  | Localité             | Statut              | Population 2010     | Population 2021 |
| ------------------- | -------------------- | ------------------- | ------------------- | --------------- |
| 1                   | Baïkal               | possiolok           | 49                  |                 |
| 2                   | Barabach-Levada      | village             | 338                 |                 |
| 3                   | Barano-Orenbourg     | village             | 2809                | 1 943           |
| 4                   | Bogouslavka          | village             | 851                 |                 |
| 5                   | Boïkoïé              | village             | 422                 |                 |
| 6                   | Grodekovo-2          | gare ferroviaire    | 84                  |                 |
| 7                   | Droujba              | village             | 50                  |                 |
| 8                   | Doukhovskoïé         | village             | 219                 |                 |
| 9                   | Jarikovo             | village             | 1167                |                 |
| 10                  | Nesterovka           | village             | 571                 |                 |
| 11                  | Pogranitchni         | commune urbaine     |                     | 9902            |
| 12                  | Prjevalskaïa         | gare ferroviaire    | 115                 |                 |
| 13                  | Roubinovka           | village             | 194                 |                 |
| 14                  | Sadovoï              | village             | 53                  |                 |
| 15                  | Sergueïevka          | village             | 5782                | 3 728           |
| 16                  | Sofia-Alekseïevskoïé | village             | 172                 |                 |
| 17                  | Talovi               | possiolok           | 209                 |                 |
| 18                  | Oukraïnka            | village             | 127                 |                 |

### Raïon de Pojarskoïe
| Liste des localités | Liste des localités | Liste des localités | Liste des localités |                 |
| N°                  | Localité            | Statut              | Population 2010     | Population 2021 |
| ------------------- | ------------------- | ------------------- | ------------------- | --------------- |
| 1                   | Altchan             | village             | 24                  |                 |
| 2                   | Bouïnevitch         | pazezd              | 6                   |                 |
| 3                   | Bourlit             | village             | 223                 |                 |
| 4                   | Verkhni Pereval     | village             | 1316                |                 |
| 5                   | Gouberovo           | village             | 631                 |                 |
| 6                   | Iemelianovka        | village             | 60                  |                 |
| 7                   | Znamenka            | village             | 177                 |                 |
| 8                   | Ignatievka          | village             | 513                 |                 |
| 9                   | Kamenoutchka        | village             | 0                   |                 |
| 10                  | Krasni Iar          | village             | 551                 |                 |
| 11                  | Lastotchka          | village             | 178                 |                 |
| 12                  | Loutchegorsk        | commune urbaine     |                     | 17 437          |
| 13                  | Nagornoïé           | village             | 749                 |                 |
| 14                  | Nikitovka           | village             | 174                 |                 |
| 15                  | Novostroïka         | village             | 1350                | 1 056           |
| 16                  | Olon                | village             | 38                  |                 |
| 17                  | Okhotintchi         | village             | 14                  |                 |
| 18                  | Pojarskoïe          | village             | 1263                |                 |
| 19                  | Svetlogorié         | village             | 1661                |                 |
| 20                  | Soboloni            | village             | 189                 |                 |
| 21                  | Sovkhoz Pojarski    | village             | 212                 |                 |
| 22                  | Strelnikovo         | village             | 11                  |                 |
| 23                  | Fedossevka          | village             | 468                 |                 |
| 24                  | Iassenevi           | village             | 274                 |                 |

### Raïon de Spassk
| Liste des localités | Liste des localités | Liste des localités | Liste des localités |                 |
| N°                  | Localité            | Statut              | Population 2010     | Population 2021 |
| ------------------- | ------------------- | ------------------- | ------------------- | --------------- |
| 1                   | Adarka              | gare ferroviaire    | 0                   |                 |
| 2                   | Aleksandrovka       | village             | 1324                |                 |
| 3                   | Annenka             | village             | 117                 |                 |
| 4                   | Boussevka           | village             | 653                 |                 |
| 5                   | Vassilkovka         | village             | 195                 |                 |
| 6                   | Vichniovka          | village             | 696                 |                 |
| 7                   | Voskresenka         | village             | 593                 |                 |
| 8                   | Gaïvoron            | village             | 415                 |                 |
| 9                   | Drozdov             | gare ferroviaire    | 71                  |                 |
| 10                  | Dubovskoïe          | village             | 1007                |                 |
| 11                  | Doukhovskoïe        | village             | 506                 |                 |
| 12                  | Ievseïevka          | village             | 161                 |                 |
| 13                  | Zelionovka          | village             | 250                 |                 |
| 14                  | Zelenodolsk         | village             | 593                 |                 |
| 15                  | Kalinovka           | village             | 135                 |                 |
| 16                  | Knorring            | gare ferroviaire    | 304                 |                 |
| 17                  | Konstantinovka      | village             | 130                 |                 |
| 18                  | Krasni Kout         | village             | 1615                | 1 177           |
| 19                  | Kronstadt           | village             | 417                 |                 |
| 20                  | Lebedinoïe          | village             | 82                  |                 |
| 21                  | Liotno-Khvalynskoïe | village             | 2260                | 1 906           |
| 22                  | Lougovoïe           | village             | 78                  |                 |
| 23                  | Malié Klioutch      | village             | 204                 |                 |
| 24                  | Nakhimovka          | village             | 180                 |                 |
| 25                  | Nikitovka           | village             | dix                 |                 |
| 26                  | Novinka             | village             | 239                 |                 |
| 27                  | Novovladimirovka    | village             | 352                 |                 |
| 28                  | Novoroussanovka     | village             | 371                 |                 |
| 29                  | Novoselskoïé        | village             | 1078                |                 |
| 30                  | Prokhory            | village             | 1061                |                 |
| 31                  | Sviagino            | gare ferroviaire    | 1263                |                 |
| 32                  | Slavinka            | village             | 503                 |                 |
| 33                  | Sosnovka            | village             | 193                 |                 |
| 34                  | Spasskoïe           | village             | 5778                | 4 418           |
| 35                  | Stari Klioutch      | gare ferroviaire    | 2042                |                 |
| 36                  | Stepnoïe            | village             | 476                 |                 |
| 37                  | Soungatch           | gare ferroviaire    | 279                 |                 |
| 38                  | Tatianovka          | village             | 242                 |                 |
| 39                  | Khvalynka           | village             | 774                 |                 |
| 40                  | Tchkalovskoïe       | village             | 3828                | 2 032           |

### Raïon de Terneï
| Liste des localités | Liste des localités | Liste des localités | Liste des localités |                 |
| N°                  | Localité            | Statut              | Population 2010     | Population 2021 |
| ------------------- | ------------------- | ------------------- | ------------------- | --------------- |
| 1                   | Agzou               | village             | 182                 |                 |
| 2                   | Amgou               | village             | 842                 |                 |
| 3                   | Iedinka             | village             | 17                  |                 |
| 4                   | Maksimovka          | village             | 217                 |                 |
| 5                   | Malaïa Kema         | village             | 687                 |                 |
| 6                   | Peretytchikha       | village             | 235                 |                 |
| 7                   | Plastoun            | commune urbaine     |                     | 4815            |
| 8                   | Samarga             | village             | 185                 |                 |
| 9                   | Svetlaïa            | commune urbaine     |                     | 479             |
| 10                  | Terneï              | commune urbaine     |                     | 2933            |
| 11                  | Oust-Sobolevka      | village             | 238                 |                 |

### Raïon du Khanka
| Liste des localités | Liste des localités      | Liste des localités | Liste des localités |                 |
| N°                  | Localité                 | Statut              | Population 2010     | Population 2021 |
| ------------------- | ------------------------ | ------------------- | ------------------- | --------------- |
| 1                   | Alekseïevka              | village             | 213                 |                 |
| 2                   | Astrakhanka              | village             | 2530                | 1 980           |
| 3                   | Vladimiro-Petrovka       | village             | 1179                |                 |
| 4                   | Dvorianka                | village             | 116                 |                 |
| 5                   | Ilinka                   | gare ferroviaire    | 11                  |                 |
| 6                   | Ilinka                   | village             | 1455                | 1 359           |
| 7                   | Kamen-Rybolov            | village             | 666                 |                 |
| 8                   | Kamen-Rybolov            | gare ferroviaire    | 10 909              | 8 723           |
| 9                   | Kirovka                  | village             | 123                 |                 |
| 10                  | Komissarovo              | village             | 663                 |                 |
| 11                  | Loubline                 | village             | 223                 |                 |
| 12                  | Maïskoïe                 | village             | 562                 |                 |
| 13                  | Melgounovka              | village             | 790                 |                 |
| 14                  | Morozovka                | gare ferroviaire    | 6                   |                 |
| 15                  | Novokatchalinsk          | village             | 1012                |                 |
| 16                  | Novonikolaïevka          | village             | 233                 |                 |
| 17                  | Novoselichtche           | village             | 792                 |                 |
| 18                  | Oktiabrskoïe             | village             | 537                 |                 |
| 19                  | Parkhomenko              | village             | 187                 |                 |
| 20                  | Pervomaïskoïe            | village             | 596                 |                 |
| 21                  | Platono-Aleksandrovskoïe | village             | 269                 |                 |
| 22                  | Rasskazovo               | village             | 109                 |                 |
| 23                  | Troïtskoïe               | village             | 990                 |                 |
| 24                  | Touri Rog                | village             | 472                 |                 |
| 25                  | Oudiabrnoïe              | village             | 23                  |                 |

### Raïon de Khassan
| Liste des localités | Liste des localités | Liste des localités | Liste des localités |                 |
| N°                  | Localité            | Statut              | Population 2010     | Population 2021 |
| ------------------- | ------------------- | ------------------- | ------------------- | --------------- |
| 1                   | Andreïevka          | village             | 530                 |                 |
| 2                   | Baza Krouglaïa      | possoliok           | 16                  |                 |
| 3                   | Bambourovo          | gare ferroviaire    | 53                  |                 |
| 4                   | Barabach            | village             | 5691                | 2 269           |
| 5                   | Barsovi             | pazezd              | 0                   |                 |
| 6                   | Bezverkhovo         | village             | 889                 |                 |
| 7                   | Vitiaz              | village             | 158                 |                 |
| 8                   | Gvozdevo            | village             | 560                 |                 |
| 9                   | Zaïsanovka          | village             | 0                   |                 |
| 10                  | Zanadvorovka        | village             | 789                 |                 |
| 11                  | Zaroubino           | commune urbaine     |                     | 2499            |
| 12                  | Kamychovi           | village             | 124                 |                 |
| 13                  | Kédrovi             | village             | 33                  |                 |
| 14                  | Kravtsovka          | village             | 46                  |                 |
| 15                  | Kraskino            | commune urbaine     |                     | 2425            |
| 16                  | Lebedinoïe          | village             | 21                  |                 |
| 17                  | Maïak de Busse      | village             | 5                   |                 |
| 18                  | Maïak de Gamow      | village             | 5                   |                 |
| 19                  | Maïak               | village             | 0                   |                 |
| 20                  | Narva               | village             | 2                   |                 |
| 21                  | Ovtchinnikovo       | village             | 71                  |                 |
| 22                  | Perevoznaïa         | village             | 284                 |                 |
| 23                  | Pojarski            | pazezd              | 12                  |                 |
| 24                  | Poïma               | village             | 6                   |                 |
| 25                  | Possiet             | commune urbaine     |                     | 1646            |
| 26                  | Primorski           | commune urbaine     |                     | 1412            |
| 27                  | Provalovo           | gare ferroviaire    | 27                  |                 |
| 28                  | Rissovaïa Pad       | village             | 34                  |                 |
| 29                  | Romachka            | village             | 18                  |                 |
| 30                  | Slavianka           | commune urbaine     |                     | 10 895          |
| 31                  | Riazanovka          | gare ferroviaire    | 47                  |                 |
| 32                  | Soukhanovka         | gare ferroviaire    | 76                  |                 |
| 33                  | Soukhaïa Retchka    | village             | 15                  |                 |
| 34                  | Filippovka          | village             | 450                 |                 |
| 35                  | Khassan             | commune urbaine     |                     | 492             |
| 36                  | Tsoukanovo          | village             | 520                 |                 |
| 37                  | Chaktiorski         | village             | 17                  |                 |

### Raïon de Khorol
| Liste des localités | Liste des localités | Liste des localités | Liste des localités |                 |
| N°                  | Localité            | Statut              | Population 2010     | Population 2021 |
| ------------------- | ------------------- | ------------------- | ------------------- | --------------- |
| 1                   | 12e km              | pazezd              | 7                   |                 |
| 2                   | Beriozovka          | village             | 244                 |                 |
| 3                   | Blagodatnoïé        | village             | 763                 |                 |
| 4                   | Voznessenka         | village             | 1537                |                 |
| 5                   | Dalzavodskoïé       | village             | 234                 |                 |
| 6                   | Kamytchovka         | village             | 125                 |                 |
| 7                   | Léninskoïé          | village             | 507                 |                 |
| 8                   | Lougovoï            | village             | 239                 |                 |
| 9                   | Loukatchiovka       | village             | 123                 |                 |
| 10                  | Loutchki            | village             | 863                 |                 |
| 11                  | Malaïa Iaroslavka   | village             | 105                 |                 |
| 12                  | Malié Loutchki      | village             | 76                  |                 |
| 13                  | Novobelmanovka      | village             | 364                 |                 |
| 14                  | Novodievitcha       | village             | 1221                |                 |
| 15                  | Petrovitchi         | village             | 331                 |                 |
| 16                  | Popovka             | village             | 960                 |                 |
| 17                  | Prilouki            | village             | 522                 |                 |
| 18                  | Priozernoïé         | village             | 326                 |                 |
| 19                  | Sivakovka           | village             | 945                 |                 |
| 20                  | Starobelmanovka     | village             | 152                 |                 |
| 21                  | Starodevitsa        | village             | 102                 |                 |
| 22                  | Oussatchiovka       | village             | 170                 |                 |
| 23                  | Khorol              | village             | 10 860              | 9 742           |
| 24                  | Khorolsk            | gare ferroviaire    | 401                 |                 |
| 25                  | Iaroslavski         | commune urbaine     |                     | 8269            |

### Raïon de Tchernigovka
| Liste des localités | Liste des localités  | Liste des localités | Liste des localités |                 |
| N°                  | Localité             | Statut              | Population 2010     | Population 2021 |
| ------------------- | -------------------- | ------------------- | ------------------- | --------------- |
| 1                   | Abrajeïevka          | village             | 234                 |                 |
| 2                   | Altynivka            | village             | 397                 |                 |
| 3                   | Vadimovka            | village             | 710                 |                 |
| 4                   | Vassianovka          | village             | 477                 |                 |
| 5                   | Vyssokoïe            | village             | 149                 |                 |
| 6                   | Gorni Khoutor        | village             | 77                  |                 |
| 7                   | Gribnoïé             | village             | 70                  |                 |
| 8                   | Dmitrievka           | village             | 1600                | 1 302           |
| 9                   | Iskra                | village             | 124                 |                 |
| 10                  | Kalionovka           | village             | 29                  |                 |
| 11                  | Maïskoïe             | village             | 623                 |                 |
| 12                  | Merkouchevka         | village             | 466                 |                 |
| 13                  | Monastyrchtché       | village             | 5299                | 3 597           |
| 14                  | Orekhovo             | village             | 213                 |                 |
| 15                  | Orekhovo-Primorskoïé | gare ferroviaire    | 10                  |                 |
| 16                  | Rettikhovka          | possoliok           | 2148                |                 |
| 17                  | Svetloïarovka        | pazezd              | 11                  |                 |
| 18                  | Sibirtsevo           | commune urbaine     |                     | 7004            |
| 19                  | Sibirtsevo-3         | possoliok           | 0                   |                 |
| 20                  | Sini Gaï             | village             | 435                 |                 |
| 21                  | Snegourovka          | village             | 623                 |                 |
| 22                  | Tikhovodnoïe         | gare ferroviaire    | 66                  |                 |
| 23                  | Khalkidon            | village             | 667                 |                 |
| 24                  | Khalkidon            | gare ferroviaire    | 21                  |                 |
| 25                  | Tchernigovka         | village             | 13 046              | 10 124          |

### Raïon de Tchougouïevka
| Liste des localités | Liste des localités | Liste des localités | Liste des localités |                 |
| N°                  | Localité            | Statut              | Population 2010     | Population 2021 |
| ------------------- | ------------------- | ------------------- | ------------------- | --------------- |
| 1                   | Antonovka           | village             | 267                 |                 |
| 2                   | Arkhipovka          | village             | 202                 |                 |
| 3                   | Beriozovka          | village             | 212                 |                 |
| 4                   | Boulyga-Fadeïevo    | village             | 1312                |                 |
| 5                   | Varpakhovka         | village             | 120                 |                 |
| 6                   | Verkhniaïa Breïevka | village             | 450                 |                 |
| 7                   | Zavetnoïe           | village             | 376                 |                 |
| 8                   | Zametnoïe           | village             | 139                 |                 |
| 9                   | Izvilinka           | village             | 21                  |                 |
| 10                  | Izioubrini          | village             | 330                 |                 |
| 11                  | Kamenka             | village             | 690                 |                 |
| 12                  | Koktcharovka        | village             | 1161                |                 |
| 13                  | Lénino              | village             | 445                 |                 |
| 14                  | Lessogorié          | village             | 234                 |                 |
| 15                  | Medveji Kout        | village             | 98                  |                 |
| 16                  | Mikhaïlovka         | village             | 41                  |                 |
| 17                  | Nijnié Loujki       | village             | 194                 |                 |
| 18                  | Novomikhailovka     | village             | 613                 |                 |
| 19                  | Novochuguevka       | village             | 284                 |                 |
| 20                  | Okraïnka            | village             | 7                   |                 |
| 21                  | Pavlovka            | village             | 113                 |                 |
| 22                  | Polynykha           | village             | 100                 |                 |
| 23                  | Pchenitsyno         | village             | 275                 |                 |
| 24                  | Samarka             | village             | 971                 |                 |
| 25                  | Saratovka           | village             | 286                 |                 |
| 26                  | Sokolovka           | village             | 1058                |                 |
| 27                  | Topoliovi           | village             | 40                  |                 |
| 28                  | Ouborka             | village             | 851                 |                 |
| 29                  | Tsvetkovka          | village             | 391                 |                 |
| 30                  | Tchougouïevka       | village             | 12 171              | 11 101          |
| 31                  | Choumni             | village             | 1125                |                 |
| 32                  | Iasnoïe             | village             | 360                 |                 |

### Raïon de Chkotovo
| Liste des localités | Liste des localités | Liste des localités | Liste des localités |                 |
| N°                  | Localité            | Statut              | Population 2010     | Population 2021 |
| ------------------- | ------------------- | ------------------- | ------------------- | --------------- |
| 1                   | 53e km              | pazezd              | 30                  |                 |
| 2                   | Anissimovka         | village             | 715                 |                 |
| 3                   | Loukianovka         | hameau              | 79                  |                 |
| 4                   | Mnogoubodnoïe       | village             | 1224                | 1 160           |
| 5                   | Moliony Mys         | hameau              | 11                  |                 |
| 6                   | Myssovoï            | possoliok           | 494                 |                 |
| 7                   | Novaïa Moskva       | hameau              | 120                 |                 |
| 8                   | Novonejino          | possoliok           | 2184                | 1 955           |
| 9                   | Novorossia          | village             | 479                 |                 |
| 10                  | Podiapolskoïe       | possoliok           | 1965                | 894             |
| 11                  | Retchitsa           | hameau              | 337                 |                 |
| 12                  | Rojdestvenka        | hameau              | 142                 |                 |
| 13                  | Romanovka           | village             | 2399                | 1 981           |
| 14                  | Smolianinovo        | commune urbaine     |                     | 5297            |
| 15                  | Smialichi           | hameau              | 23                  |                 |
| 16                  | Stekliannouka       | village             | 290                 |                 |
| 17                  | Strelok             | pazezd              | 21                  |                 |
| 18                  | Tsariovka           | hameau              | 150                 |                 |
| 19                  | Tsentralnoïe        | village             | 608                 |                 |
| 20                  | Chkotovo            | commune urbaine     |                     | 4734            |
| 21                  | Chtykovo            | possoliok           | 1487                |                 |

### Raïon de Iakolevka
| Liste des localités | Liste des localités | Liste des localités | Liste des localités |                 |
| N°                  | Localité            | Statut              | Population 2010     | Population 2021 |
| ------------------- | ------------------- | ------------------- | ------------------- | --------------- |
| 1                   | Andreïevka          | village             | 92                  |                 |
| 2                   | Beltsovo            | village             | 368                 |                 |
| 3                   | Varfolomeïevka      | gare ferroviaire    | 1286                |                 |
| 4                   | Varfolomeïevka      | village             | 1240                |                 |
| 5                   | Dostoïevka          | village             | 380                 |                 |
| 6                   | Zagornoïe           | village             | 98                  |                 |
| 7                   | Krasnoïarovka       | village             | 102                 |                 |
| 8                   | Lazarevka           | village             | 120                 |                 |
| 9                   | Mineralnoïe         | village             | 403                 |                 |
| 10                  | Nikolo-Mikhailovka  | village             | 105                 |                 |
| 11                  | Novosyssoïevka      | village             | 4894                | 3 966           |
| 12                  | Oziornoïe           | village             | 167                 |                 |
| 13                  | Orlinoïe            | village             | 0                   |                 |
| 14                  | Pokrovka            | village             | 443                 |                 |
| 15                  | Roslavka            | village             | 8                   |                 |
| 16                  | Starosysoïevka      | village             | 1066                |                 |
| 17                  | Syssoïevka          | gare ferroviaire    | 356                 |                 |
| 18                  | Iablonovka          | village             | 434                 |                 |
| 19                  | Iakovlevka          | village             | 4480                | 3 648           |